# Ceropsilopa longicornis
Ceropsilopa longicornis är en tvåvingeart som först beskrevs av Lamb 1912.  Ceropsilopa longicornis ingår i släktet Ceropsilopa och familjen vattenflugor. Inga underarter finns listade i Catalogue of Life.